# Coppa delle Nazioni di rugby 1967-1968
La Coppa delle Nazioni 1967-68 (in francese Coupe des Nations 1967-68) fu la 3ª edizione della Coppa delle Nazioni organizzata dalla FIRA, nonché in assoluto l'8º campionato europeo di rugby a 15.
Strutturato anch'esso su due divisioni, vide la vittoria della Francia per l'ottava volta, assoluta e consecutiva; la squadra si assicurò il torneo a punteggio pieno sebbene utilizzando, come consuetudine dell'epoca, anche la seconda formazione in taluni incontri.
La prima divisione si tenne a girone unico, mentre la seconda si tenne su due gironi con finale tra la prima classificata di ciascuno di essi: fu la Polonia a battere 5-0 a Poznań il Marocco nella gara decisiva per la promozione alla divisione 1.
Non vi furono retrocessioni, quindi il torneo successivo vide le stesse quattro squadre più la Polonia.

## Squadre partecipanti
| 1ª divisione   | 2ª divisione | 2ª divisione |
| 1ª divisione   | Girone A     | Girone B     |
| -------------- | ------------ | ------------ |
| Cecoslovacchia | Paesi Bassi  | Belgio       |
| Francia        | Polonia      | Marocco      |
| Germania Ovest | Svezia       | Portogallo   |
| Romania        |              | Spagna       |

## 1ª divisione
| Data       | Incontro                   | Risultato | Sede            |
| ---------- | -------------------------- | --------- | --------------- |
| 29-10-1967 | Romania ― Germania Ovest   | 27-5      | Bucarest        |
| 22-11-1967 | Cecoslovacchia ― Germania  | 9-6       | Praga           |
| 10-12-1967 | Francia ― Romania          | 11-3      | Nantes          |
| 14-04-1968 | Francia B ― Germania Ovest | 26-8      | Lons-le-Saunier |
| 5-5-1968   | Cecoslovacchia ― Francia   | 6-19      | Praga           |
| 26-5-1968  | Romania ― Cecoslovacchia   | 17-3      | Bucarest        |

|  | Classifica     | G | V | N | P | PF | PS | P±  | PT |
|  | -------------- | - | - | - | - | -- | -- | --- | -- |
|  | Francia        | 3 | 3 | 0 | 0 | 56 | 17 | 39  | 6  |
|  | Romania        | 3 | 2 | 0 | 1 | 47 | 19 | 28  | 4  |
|  | Cecoslovacchia | 3 | 1 | 0 | 2 | 18 | 42 | -24 | 2  |
|  | Germania Ovest | 3 | 0 | 0 | 3 | 19 | 62 | -43 | 0  |

## 2ª divisione

### Girone A
| Data      | Incontro              | Risultato | Sede        |
| --------- | --------------------- | --------- | ----------- |
| 12-5-1968 | Paesi Bassi ― Polonia | 8-16      | Hilversum   |
| 24-5-1968 | Polonia ― Svezia      | 38-3      | Varsavia    |
| 3-35      | Svezia ― Paesi Bassi  | 3-35      | Helsingborg |

|  | Classifica  | G | V | N | P | PF | PS | P±  | PT |
|  | ----------- | - | - | - | - | -- | -- | --- | -- |
|  | Polonia     | 2 | 2 | 0 | 0 | 54 | 11 | +43 | 4  |
|  | Paesi Bassi | 2 | 1 | 0 | 1 | 43 | 19 | +24 | 2  |
|  | Svezia      | 2 | 0 | 0 | 2 | 6  | 73 | -67 | 0  |

### Girone B
| Data      | Incontro             | Risultato | Sede       |
| --------- | -------------------- | --------- | ---------- |
| 17-3-1968 | Marocco ― Spagna     | 6-5       | Casablanca |
| 31-3-1968 | Spagna ― Portogallo  | 14-5      | Madrid     |
| 7-4-1968  | Belgio ― Spagna      | 0-14      | Verviers   |
| 13-4-1968 | Marocco ― Belgio     | 14-0      | Casablanca |
| 21-4-1968 | Portogallo ― Belgio  | 8-6       | Lisbona    |
| 5-5-1968  | Portogallo ― Marocco | 6-6       | Lisbona    |

|  | Classifica | G | V | N | P | PF | PS | P±  | PT |
|  | ---------- | - | - | - | - | -- | -- | --- | -- |
|  | Marocco    | 3 | 2 | 1 | 0 | 26 | 11 | +15 | 5  |
|  | Spagna     | 3 | 2 | 0 | 1 | 33 | 11 | +22 | 4  |
|  | Portogallo | 3 | 1 | 1 | 1 | 19 | 26 | -7  | 3  |
|  | Belgio     | 3 | 0 | 0 | 3 | 6  | 36 | -30 | 0  |

### Finale
| Poznań 2 giugno 1968  | Polonia | 5 – 0 | Marocco |  |
| Zbyszek mt Roguski tr |         |       |         |  |
|                       |         |       |         |  |
| Zbyszek               | mt      |       |         |  |
| Roguski               | tr      |       |         |  |